# 维恩位移定律

几个不同温度下的黑体辐射的电磁波谱（横轴为辐射的波长，纵轴为相应的能量密度）。维恩位移定律描述的就是辐射峰值随黑体温度变化的关系。

维恩位移定律（Wien's displacement law）是物理学上描述黑体电磁辐射光谱辐射度的峰值波长与自身温度之间反比关系的定律，其数学表示为：
{\displaystyle \lambda _{\mathrm {max} }={\frac {b}{T}}}
式中
{\displaystyle \lambda _{\mathrm {max} }\,} 为辐射的峰值波长（单位：公尺），
{\displaystyle T\,}为黑体的绝对温度（单位：开尔文），
{\displaystyle b} 为比例常数，称为维恩位移常数，数值等于2.897 7729(17) × 10–3 m·K （2014年国际科技数据委员会推荐值，括号中为68.27%信心水準下的不确定尾数），约等于2898 μm⋅K。
光学上一般使用纳米（nm）作为波长单位，则b = 2.897 7729(17) × 106 nm·K。

## 说明
维恩位移定律说明了一个物体越热，其辐射谱的波长越短（或者说其辐射谱的频率越高）。譬如在宇宙中，不同恒星随表面温度的不同会显示出不同的颜色，温度较高的显蓝色，次之显白色，濒临燃尽而膨胀的红巨星表面温度只有2000-3000K，因而显红色。太阳的表面温度是5778K，根据维恩位移定律计算得的峰值辐射波长则为502nm，这近似处于可见光光谱范围的中点，为绿色光。但实际我们看到的太阳是黄色的，这和各个波长成分的光所做出的贡献有关。
与太阳表面相比，通电的白炽灯的温度要低数千度，所以白炽灯的辐射光谱偏橙。至于处于“红热”状态的电炉丝等物体，温度要更低，所以更加显红色。温度再下降，辐射波长便超出了可见光范围，进入红外区，譬如人体释放的辐射就主要是红外线，军事上使用的红外线夜视仪就是通过探测这种红外线来进行“夜视”的。
本定律由德国物理学家威廉·维恩于1893年通过对实验数据的经验总结提出。

## 频率形式
用f 表示频率，单位赫兹，则维恩位移定律可表示为以下频率形式
{\displaystyle f_{\mathrm {max} }={\alpha k \over h}T\approx (5.879\times 10^{10}\ \mathrm {Hz/K} )\cdot T}
{\displaystyle \alpha \approx 2.821439...} 是数值求解最大值方程得到的常数；
k 为玻尔兹曼常数，
h 为普朗克常数，
T 为绝对温度（单位：开尔文）
需要注意的是，以上频率形式中的辐射能流密度定义为“通过单位面积、单位宽度的频率带在单位时间中辐射出的能量”，而波长形式的辐射能流密度则定义为“通过单位面积、单位宽度的波长范围在单位时间中辐射出的能量”，因此{\displaystyle f_{\mathrm {max} }}和{\displaystyle \lambda _{\mathrm {max} }}对应的并不是同一个辐射峰。所以 {\displaystyle f_{\mathrm {max} }}和波长形式中的 {\displaystyle \lambda _{\mathrm {max} }}不满足 频率×波长=波速 的关系式，即：
{\displaystyle {f_{\mathrm {max} }}\not ={c \over \lambda _{\mathrm {max} }}}
其中c 表示光速。

## 定律的推导
虽然威廉·维恩提出本定律的时间是在普朗克黑体辐射定律出现之前的1893年，且过程完全基于对实验数据的经验总结，但可以证明，本定律是更为广义的普朗克黑体辐射定律的一个直接推论。
根据普朗克定律，以波长为自变量的黑体辐射能流密度谱为：
{\displaystyle u(\lambda )={8\pi hc \over \lambda ^{5}}{1 \over e^{hc/\lambda kT}-1}}
为求出使得u 取得最大值的{\displaystyle \lambda }，令{\displaystyle u(\lambda )}对{\displaystyle \lambda } 的导数为0
{\displaystyle {\partial u \over \partial \lambda }=8\pi hc\left({hc \over kT\lambda ^{7}}{e^{hc/\lambda kT} \over \left(e^{hc/\lambda kT}-1\right)^{2}}-{1 \over \lambda ^{6}}{5 \over e^{hc/\lambda kT}-1}\right)=0}
{\displaystyle {hc \over \lambda kT}{e^{hc/\lambda kT} \over e^{hc/\lambda kT}-1}-5=0}
若定义无量纲变量
{\displaystyle x\equiv {hc \over \lambda kT}}
则
{\displaystyle {xe^{x} \over e^{x}-1}-5=0}
方程的解无法表示成初等函数（为郎伯W函数），但能否得到精确解并不影响本推导过程。可以很容易用数值方法得到{\displaystyle x}
{\displaystyle x=4.965114231744276\ldots }    （无量纲）
将解代入x 的表达式，可得：
{\displaystyle \lambda _{\mathrm {max} }={hc \over kx}{1 \over T}={2.8977721\ldots \times 10^{6}\ \mathrm {nm\cdot K}  \over T}}.
其中{\displaystyle \lambda }单位为纳米，温度单位为开尔文。
本定律的频率形式也可通过类似的方法推得，只要将作为出发点的普朗克定律写成频率形式即可。